# 拉伏拉

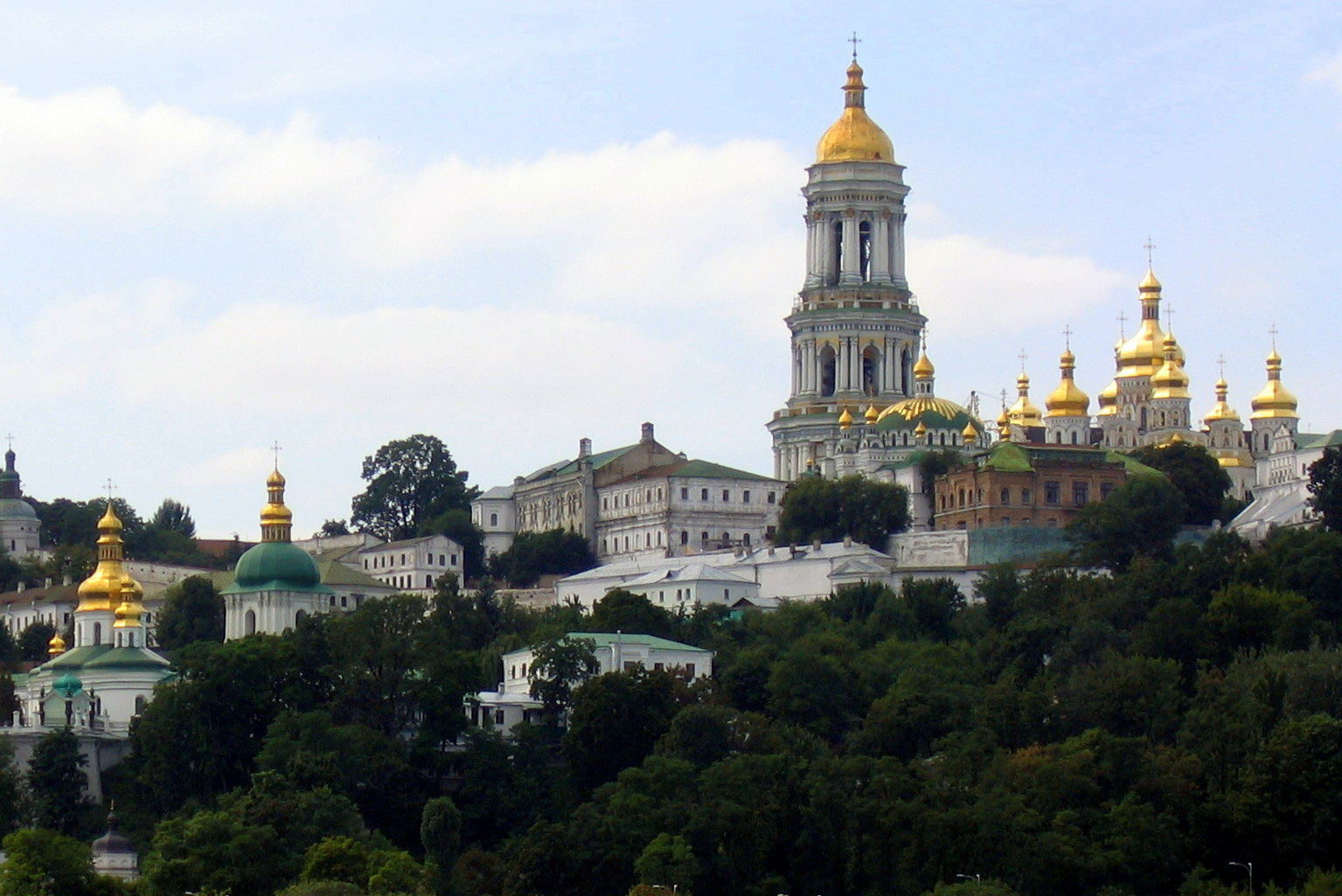
基辅洞窟大修院是少数享有拉伏拉称号的修道院之一

拉伏拉是东正教及部分东方正统教会中，具有成群男性隐士居所的一种修道院。通常在其中心带有一个教堂，有时还有修院食堂(Refectory)。在希腊语中，拉伏拉的原意是窄小的路径或城市中的小巷。拉伏拉在俄罗斯正教会的修道院中是最高级的。直属于莫斯科牧首，之后直属于聖主教公会。

## 历史
希腊语单词Λαύρα在公元5世纪时被专门用作指代约旦沙漠中的半隐居式的修院。巴勒斯坦地区最早一批拉伏拉是由圣查理顿建立的。例如法兰(今属西奈山正教会)多卡(Douka)、索卡(Souka)以及特克阿(Tekoa)地区的拉伏拉。

## 拉伏拉列表

### 君士坦丁堡普世牧首
- 大拉伏拉(10世纪)

#### 希腊正教会
- 圣拉伏拉

### 耶路撒冷牧首
- 玛尔萨巴

### 俄罗斯正教会
- 謝爾蓋聖三一修道院
- 亞歷山大·涅夫斯基修道院

#### 俄属乌克兰正教会
- 基輔洞窟修道院
- 波恰伊夫拉伏拉
- 圣山拉伏拉

### 罗马尼亚正教会
- 尼亚姆茨修道院

### 格鲁吉亚正教会
- 大卫·加列加修道院

### 波兰正教会
- 蘇普拉希爾修道院

### 乌克兰希腊礼天主教会
- 乌尼夫拉伏拉

## 外部連結
- . . New York: Robert Appleton Company. 1913.
- The Holy Trinity-St. Sergius Lavra （页面存档备份，存于）
- Photo of "Holy Mountain" (Sviatogorskaya) Lavra in Ukraine